# Ganado (Arizona)
Pour les articles homonymes, voir Ganado (homonymie).
Ganado est une localité américaine située dans le comté d'Apache, en Arizona. Elle abrite notamment le Hubbell Trading Post National Historic Site, un site historique national protégeant un ancien poste de traite, mais également la Sage Memorial Hospital School of Nursing, qui est inscrite au Registre national des lieux historiques.  Ganado est situé sur le secteur non constitué en municipalité de Navajo Springs,  qui forme la plus grande réserve amérindienne aux États-Unis par superficie.